# عربی خلیجی بحرینی
عربی خلیجی بحرینی گویشی از عربی خلیجی است که در بحرین رایج است. این گویش توسط اهل سنت و ایرانیان بحرین مورد استفاده قرار می کیرد و بسیار به گویش شهری قطر نزدیک است. عربی بحرانی دیگر گویش عربی رایج در بحرین است که توسط بحرانیان و برخی از ایرانیان شیعه مذهب تکلم می‌شود.
گرچه اهل سنت در بحرین در اقلیت هستند، اما چون خاندان حاکم بر کشور سنی است، گویش عربی خلیجی بحرین بسیار در موارد رسمی کاربرد دارد و تأثیر عمده ای در جهت تغییر زبان در بحرین دارد. واژگان آن به‌طور زیادی از زبان اچمی/لاری/لارستانی (خودمونی)، فارسی، ترکی و انگلیسی.